# Bélgica en los Juegos Paralímpicos de Londres 2012
Bélgica estuvo representada en los Juegos Paralímpicos de Londres 2012 por un total de 40 deportistas, 31 hombres y nueve mujeres.

## Medallistas
El equipo paralímpico belga obtuvo las siguientes medallas:
| Nombre                                              | Deporte          | Evento                                      |
| --------------------------------------------------- | ---------------- | ------------------------------------------- |
| Oro                                                 |                  |                                             |
| Marieke Vervoort                                    | Atletismo        | 100 m T52 femenino                          |
| Michèle George                                      | Hípica           | Doma individual grado IV mixto              |
| Michèle George                                      | Hípica           | Doma individual estilo libre grado IV mixto |
| Plata                                               |                  |                                             |
| Marieke Vervoort                                    | Atletismo        | 200 m T52 femenino                          |
| Bronce                                              |                  |                                             |
| Frederic Van den Heede                              | Atletismo        | Maratón T46 masculino                       |
| Kirsten de Laender Pieter Cilissen Pieter Verlinden | Bochas           | Dobles BC3 mixto                            |
| Wim Decleir                                         | Ciclismo en ruta | Ruta H4 masculino                           |